# Кокино (Северная Македония)

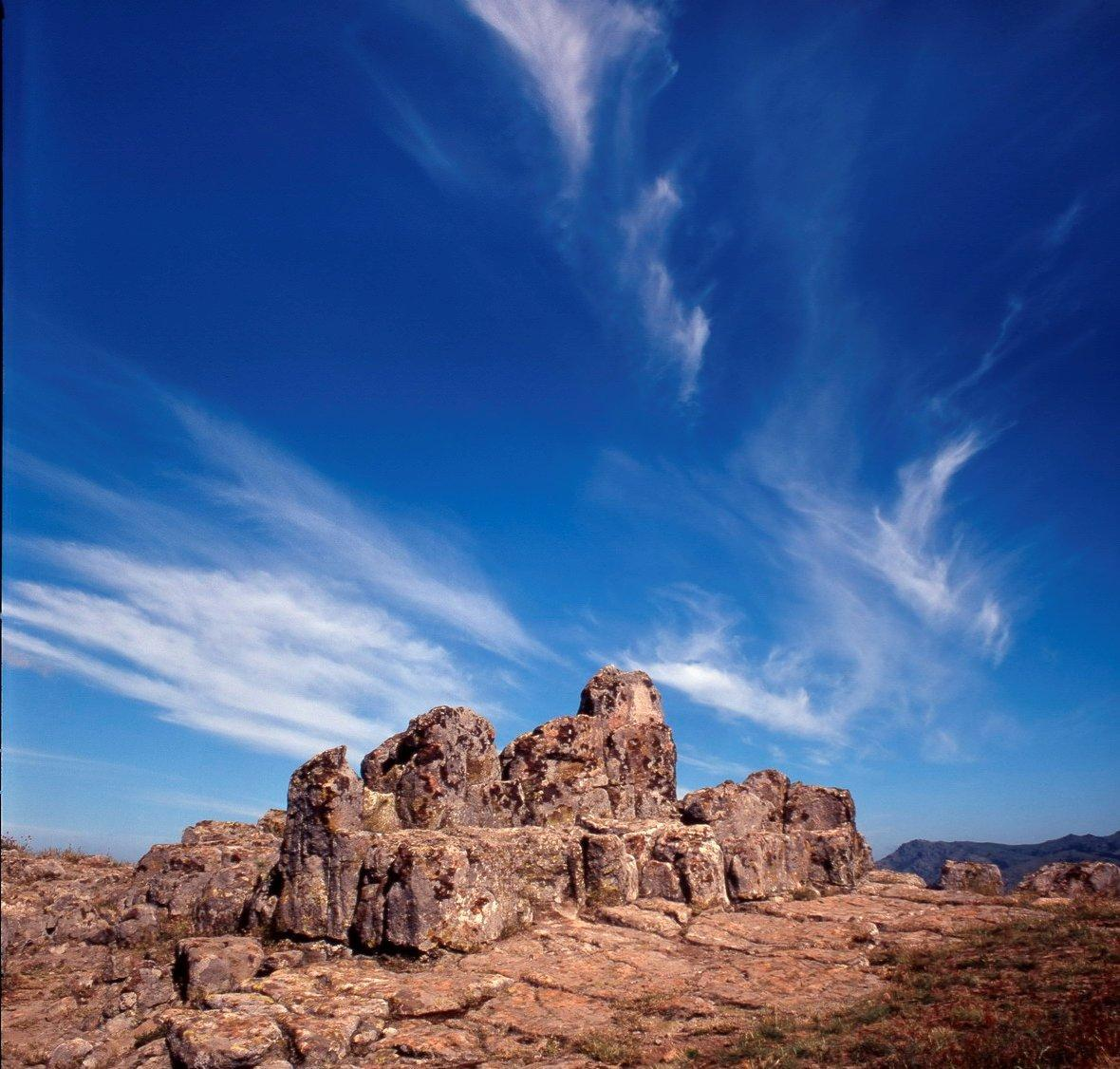
Татичев Камен

Кокино — археологический памятник, расположенный на территории Северной Македонии, в 30 км от города Куманово у села Старо-Нагоричане, на высоте 1030 м над уровнем моря на возвышенности Татичев Камен. Радиус памятника составляет 100 метров.
Возраст памятника — около 3800 лет. Наиболее ранние археологические находки относятся к раннему бронзовому веку. Наиболее многочисленны находки, относящиеся к среднему бронзовому веку (в основном керамические сосуды, каменные жернова, несколько форм для отливки). Также обнаружена группа предметов железного века. Памятник впервые исследовали в 2001 году болгарские астрофизики А. Стоев и М. Мългова, их исследования продолжил в 2002 году Генев из Республики Македонии, который считает Кокино «мегалитической обсерваторией».
Правительство страны предложило включить объект в список Всемирного наследия ЮНЕСКО.